# Jurriaan Andriessen (beeldend kunstenaar)
Jurriaan Hendrik Andriessen (Haarlem, 23 september 1951 – Heemstede, 19 juni 1991) was een Nederlandse beeldend kunstenaar, musicus, componist, schrijver en utopist.
Andriessen is vooral bekend als componist-tekenaar van Het Portret van Hedwig. De partituur daarvan is zowel een tekening van zijn levensgezellin Hedwig de Beer als een muzikale compositie. Verder is hij de schrijver van het boek Eldorica, met een reisverslag naar een betere wereld (1990).

## Leven en werk
Zijn vader was de architect Nico Andriessen (1923-1996). Als lid van de bekende kunstenaarsfamilie Andriessen is hij een neef (oomzegger) van de componist Jurriaan Andriessen (1925-1996) en een kleinzoon van de componist Hendrik Andriessen.
Andriessen volgde van 1970 tot 1975 een opleiding als graficus en beeldend kunstenaar aan de Gerrit Rietveld Academie te Amsterdam. Hierna studeerde hij tot 1978 aan de School voor Journalistiek te Utrecht. Als componist was hij autodidact.
Als beginnend kunstenaar werkte hij voornamelijk met potlood en pen. Tijdens zijn studietijd maakte hij de litho's De Muziekkamer, De Televisiekamer en De Stad (1973 en 1974). Dit zijn zwart–wit-afbeeldingen in een vrije stijl. De Stad zou later de aanleiding vormen voor een animatiefilm, waarvoor Andriessen een nieuwe ovaalvormige versie ontwierp (1982).
De studietekeningen van modellen en portretten door Andriessen zijn helder en overzichtelijk, de menselijke vormen aangezet met een enkele lijn die niets aan duidelijkheid te wensen over laat. Al tijdens zijn studiejaren werkte Andriessen in opdracht. Zo maakte hij aquarellen van de destijds nog op stapel staande uitbreiding van de luchthaven Schiphol.
Na zijn studietijd begon Andriessen aan een serie ovaalvormige portretten. Allereerst tekende hij een zelfportret in letters. Dit portret vertelt het verhaal van zijn studiejaren. Daarna tekende hij het Portret van Mieneke (1978). Deze afbeelding is opgebouwd als een soort beeldverhaal. Tijdens het maken van deze tekeningen kwam Andriessen op het idee een portret in muzieknoten te maken van zijn partner Hedwig. 
Na vijf jaar resulteerde dit in het Portret van Hedwig dat bestaat uit 54 muziekstukken. Wie de muziek van boven naar beneden beluistert zoals die gecomponeerd is, hoort hoe Andriessen is beïnvloed door diverse componisten. Deze zijn voor hem een bron van inspiratie, maar gaandeweg ontwikkelt hij duidelijk hoorbaar zijn eigen stijl. In 1987 nam Andriessen een aantal van deze stukken op een langspeelplaat op. 

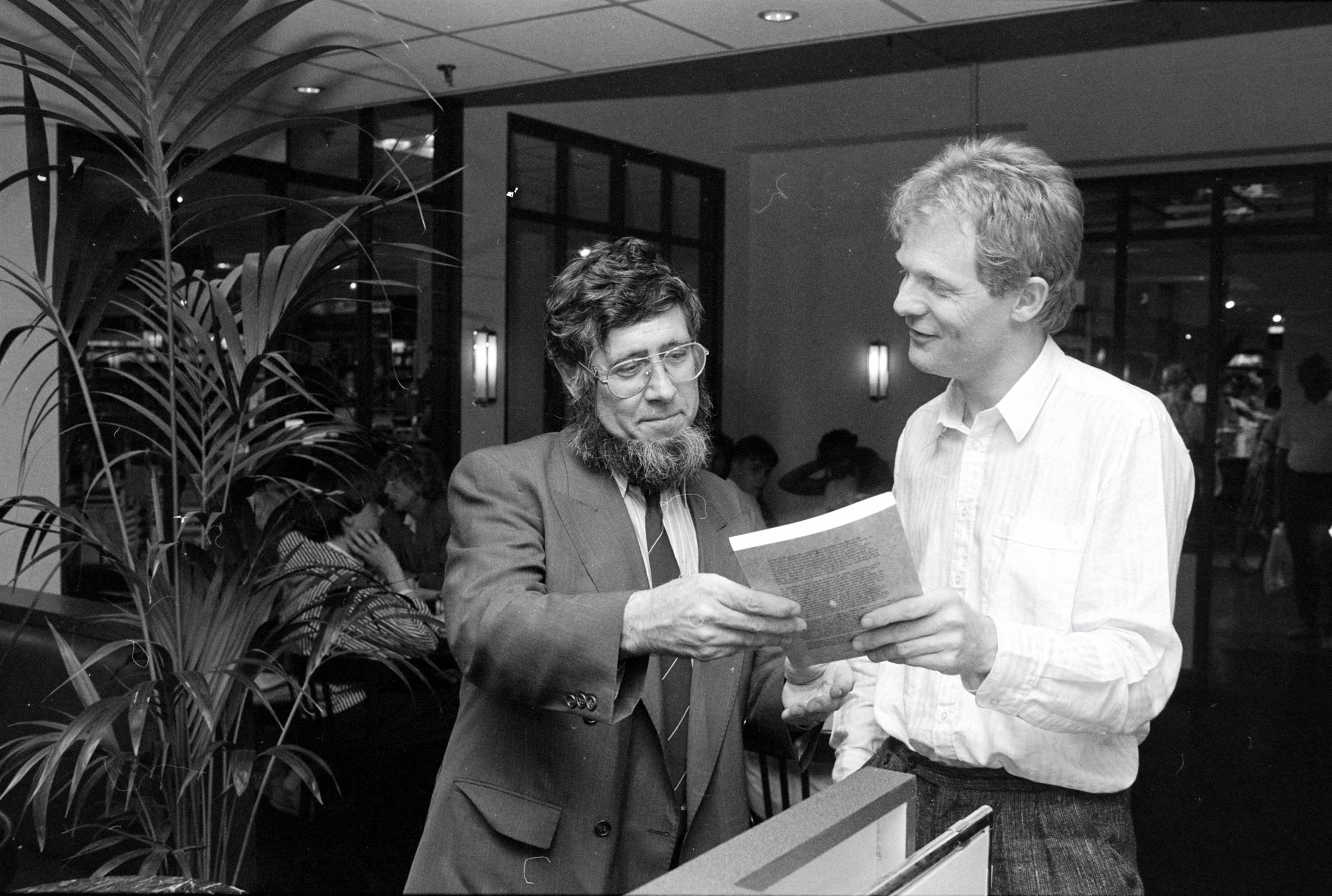
Aanbieden boek Eldorica aan Chriet Titulaer, Amsterdam, 1990

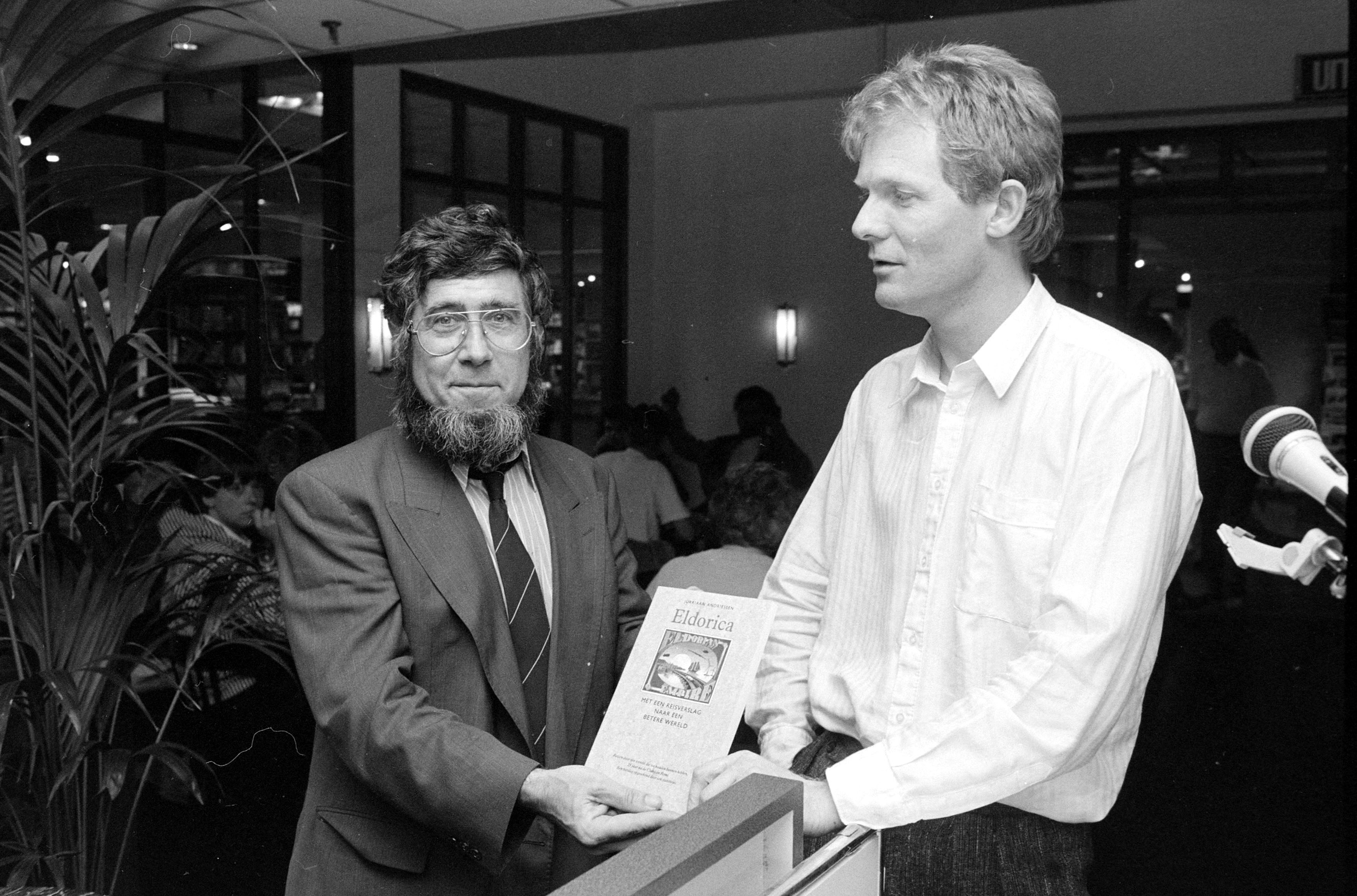

In 1992 verscheen een cd met daarop een deel van het portret, in een uitvoering die door Andriessen zelf was opgenomen. Zijn oom Louis Andriessen zei over het Portret van Hedwig: "Zijn muziek is even goed als zijn grafische werk, zo niet beter. Je kunt er schitterend in verdwalen". In 2002 hebben de pianisten Kees Wieringa en Bernd Brackman het hele portret op cd vastgelegd en vijf concerten in Nederland gegeven. In 2010 nam het pianoduo Sandra en Jeroen van Veen twaalf canons op in een cd-project gewijd aan minimal music. 
Naast het zwart-witwerk heeft Andriessen veel gouaches gemaakt. Het merendeel hiervan bestond uit afbeeldingen van onderwerpen uit Eldorica, die soms surrealistisch aandoen.
Hij overleed in 1991 na een noodlottig ongeval op 39-jarige leeftijd.

## Eldorica
Eldorica is een utopische beschrijving van de samenleving die had kunnen zijn als 25 jaar eerder de adviezen van het rapport De grenzen aan de groei (1972) door de Club van Rome zouden zijn opgevolgd. In Andriessens woorden: "Reizen door een wereld die we hadden kunnen hebben, 25 jaar na de Club van Rome. Een verslag opgetekend door een statisticus".
De Eldoriërs leven als in een paradijs op Eldorica, een planeet gelijk aan de aarde. Op Eldorica nemen de regeringen en de bewoners hun verantwoordelijkheid om hun levensstijl aan te passen aan de beschikbare hoeveelheid grondstoffen. In Eldorica wil men zuinigheid combineren met comfort. Ze werken maar vier uur per week, verdoen hun tijd niet met de productie van wegwerpartikelen en leven in gecontroleerde vrijheid. Zij regelen hun zaken volgens een "eldocratie": een variant op onze democratie waarbij beslissingen worden genomen op basis van inzichten in plaats van machtsverhoudingen.
Andriessen heeft van het boek ook een bibliofiele uitgave verzorgd. 

## Publicaties (selectie)
- Eldorica, met een reisverslag naar een betere wereld, Uitgeverij Het Spectrum, 1990, ISBN 90 274 2484 5